# Baktiseraga
Baktiseraga is een bestuurslaag in het regentschap Buleleng van de provincie Bali, Indonesië. Baktiseraga telt 6064 inwoners (volkstelling 2010).